# Пумпуанг Дуангчан
Пумпуанг Дуангчан (Супханбури, 4. август 1961 — 13. јун 1992, Пхитсанулок), била је тајландска певачица.

## Дискографија
- Nak Rong Baan Nok (นักร้องบ้านนอก)
- Noo Mai Roo (หนูไม่เอา)
- Kho Hai Ruai (ขอให้รวย)
- Som Tam (ส้มตำ)
- Nad Phop Na Ampoer (นัดพบหน้าอำเภอ)
- Take Ka Tan Phook Bo (ตั๊กแตนผูกโบว์)
- Anitja Tinger (อนิจจาทิงเจอร์)
- Aai Saang Neon (อายแสงนีออน)